# Diego Barbosa
Diego Armando Barbosa Zaragoza, noto semplicemente come Diego Barbosa (Guadalajara, 25 settembre 1996), è un calciatore messicano, difensore del Toluca.

## Caratteristiche tecniche
È un terzino destro.

## Carriera
Cresciuto nel settore giovanile dell'Atlas, nel 2016 viene prestato ai Venados con cui fa il suo esordio fra i professionisti giocando l'incontro di Ascenso MX pareggiato 1-1 contro il Mineros de Zacatecas; rientrato alla base, viene impiegato principalmente nelle giovanili ma riesce a debuttare in prima squadra il 26 gennaio 2017, nel match di Copa MX perso 1-0 contro il Puebla. Nel 2018 passa in prestito ai Dorados dove si ritaglia un ruolo da titolare giocando 30 incontri in seconda divisione. A partire dalla stagione seguente viene promosso in pianta stabile in prima squadra dall'Atlas.

## Statistiche
Statistiche aggiornate al 4 aprile 2021.

### Presenze e reti nei club
| Stagione        | Squadra         | Campionato      | Campionato | Campionato | Coppe nazionali | Coppe nazionali | Coppe nazionali | Coppe continentali | Coppe continentali | Coppe continentali | Altre coppe | Altre coppe | Altre coppe | Totale | Totale | Totale |
| Stagione        | Squadra         | Comp            | Pres       | Reti       | Comp            | Pres            | Reti            | Comp               | Pres               | Reti               | Comp        | Pres        | Reti        | Pres   | Reti   |        |
| --------------- | --------------- | --------------- | ---------- | ---------- | --------------- | --------------- | --------------- | ------------------ | ------------------ | ------------------ | ----------- | ----------- | ----------- | ------ | ------ | ------ |
| gen.-giu. 2016  | Venados         | AMX             | 9          | 0          | CM              | 4               | 0               |                    | -                  | -                  |             | -           | -           | 13     | 0      |        |
| 2016-2017       | Atlas           | LMX             | 0          | 0          | CM              | 2               | 0               |                    | -                  | -                  |             | -           | -           | 2      | 0      |        |
| 2017-2018       | Atlas           | LMX             | 0          | 0          | CM              | 0               | 0               |                    | -                  | -                  |             | -           | -           | 0      | 0      |        |
| 2018-2019       | Dorados         | AMX             | 30         | 1          | CM              | 4               | 0               |                    | -                  | -                  |             | -           | -           | 34     | 1      |        |
| 2019-2020       | Atlas           | LMX             | 8          | 1          | CM              | 2               | 0               |                    | -                  | -                  |             | -           | -           | 10     | 1      |        |
| 2020-2021       | Atlas           | LMX             | 17         | 0          |                 | -               | -               |                    | -                  | -                  |             | -           | -           | 17     | 0      |        |
| Totale carriera | Totale carriera | Totale carriera | 64         | 2          |                 | 12              | 0               |                    | -                  | -                  |             | -           | -           | 76     | 2      |        |

## Palmarès

### Club

#### Competizioni nazionali
- Campionato messicano: 2

Atlas: Clausura 2022
Toluca: 2024-2025 (Clausura)
- Supercoppa del Messico: 1

Atlas: 2022